# Stephen Amell
Pour l’article homonyme, voir Amell.
Stephen Amell, né le 8 mai 1981 à Toronto, dans l'Ontario, est un acteur et catcheur canadien.
Il est notamment connu pour son rôle d'Oliver Queen / Green Arrow dans la série Arrow, qu'il interprète entre 2012 et 2020.

## Biographie
Stephen Amell est né le 8 mai 1981 à Toronto, en Ontario, fils de Sandra Anne (Bolté) et de Thomas J. Amell. Il est le cousin germain de l'acteur Robbie Amell.
Il a fréquenté le St. Andrew's College, une école privée pour garçons.

## Carrière d'acteur
Il décroche son premier rôle à la télévision à l’âge de 23 ans dans Queer As Folk. Il y incarne le temps de deux épisodes un professeur de fitness, gay, qui ne laisse pas indifférent l’un des héros. Il poursuit sur sa lancée un an plus tard avec Dante’s Cove, un autre show mettant en scène un groupe d’amis homosexuels dans une petite ville, mais cette fois en proie à des événements surnaturels. C'est un joli succès, public et critique, pendant 3 ans. Fort de cette expérience, son envie de percer aux États-Unis est décuplée.
En 2007, Amell gagne un Gemini Award pour son apparition dans ReGenesis[réf. souhaitée]. La même année il fut aussi proposé pour les Gemini Award.
De 2006 à 2008 il interprète le rôle de Billy "Pouces-en-l'air" dans la série Rent-A-Goalie diffusée sur Showcase. Avec l'ensemble du casting de la série, il est nommé deux années d'affilée pour un Gemini Award.
Dans un premier temps, Amell enchaîne les apparitions dans des cop-shows populaires tels que NCIS : Los Angeles, Les Experts ou sa déclinaison Les Experts : Miami. À partir de 2011, il obtient des rôles plus importants. Ainsi, dans Vampire Diaries, il se transforme temporairement en loup-garou. Dans la troisième saison de Hung, une comédie dramatique signée HBO, il entre dans la peau d’un homme prostitué, concurrent du héros incarné par Thomas Jane. Puis il retourne à la comédie grâce à New Girl et donne la réplique à Amy Brenneman dans plusieurs épisodes de la série médicale Private Practice.

Logo de la série Arrow.

À partir de 2012, il endosse le rôle d'Oliver Queen, héros qui porte le costume de Green Arrow, sauveur de Starling City, dans Arrow, la série adaptée des comic-books populaires de l’écurie DC Comics. Elle connaît un beau succès, et ce dès son lancement, sur la chaîne The CW. La popularité de l’acteur monte alors en flèche. En octobre 2014, la série est diffusée sur TF1 et remporte dès le premier soir 23,4% d'audience. Il reprend ensuite ce rôle dans les séries du même univers, Flash, Vixen, Legends of Tomorrow, Supergirl et Batwoman.

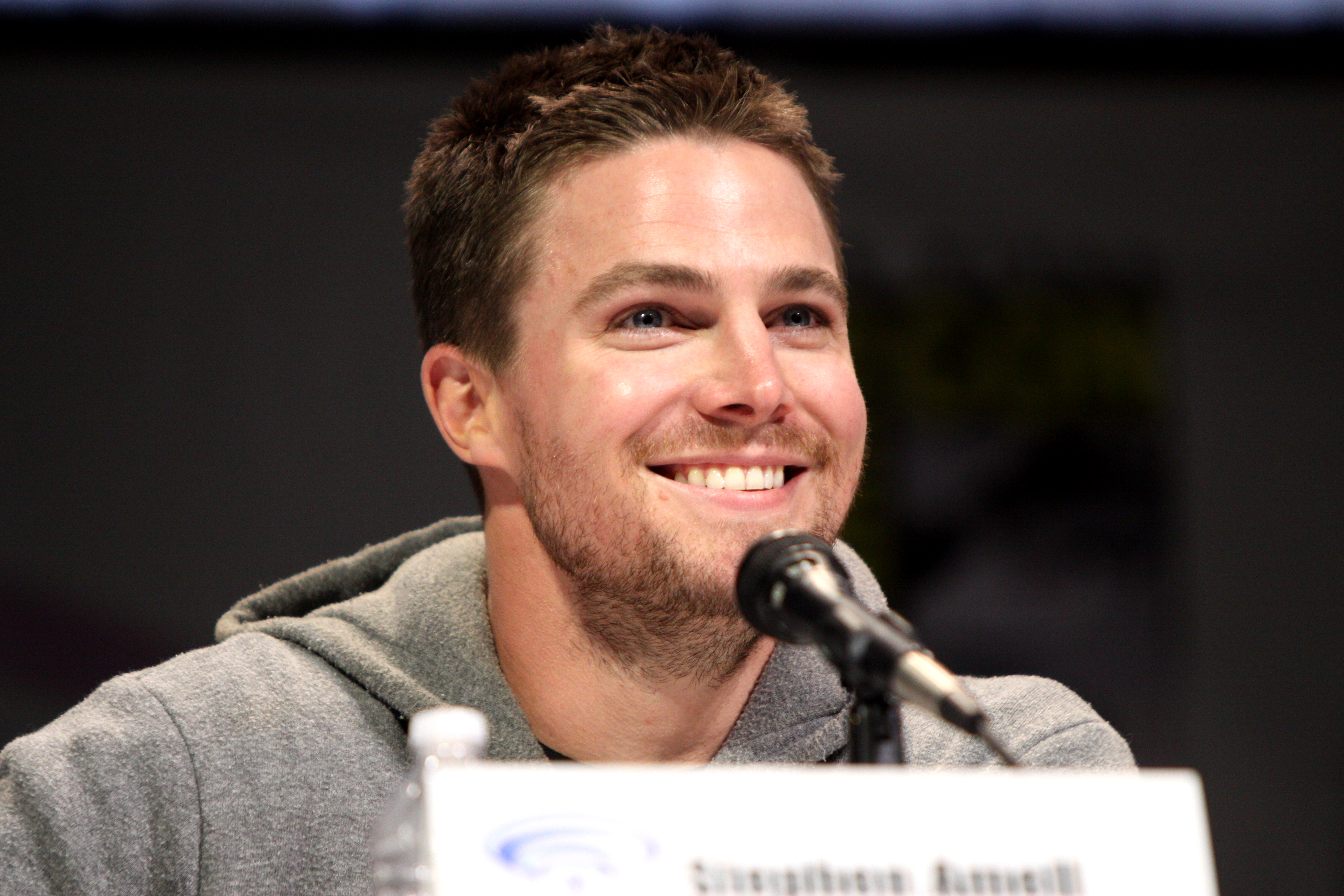
L'acteur au WonderCon de 2013.

Le 22 mars 2016, Stephen et son cousin Robbie Amell ont créé un court-métrage de 10 minutes Code 8 en guise de teaser pour un long métrage, également intitulé Code 8, un thriller de science-fiction canadien coproduit et réalisé par Jeff Chan. En libérant le court métrage, Robbie et Stephen ont simultanément lancé une campagne Indiegogo afin de financer le long métrage, qui a permis de collecter plus de 3 millions de dollars. Il a également joué et a produit le film avec Robbie Amell, co-vedette et aussi producteur exécutif. Le film est sorti le 13 décembre 2019 au Canada et le 14 janvier 2020 en France sur Netflix.

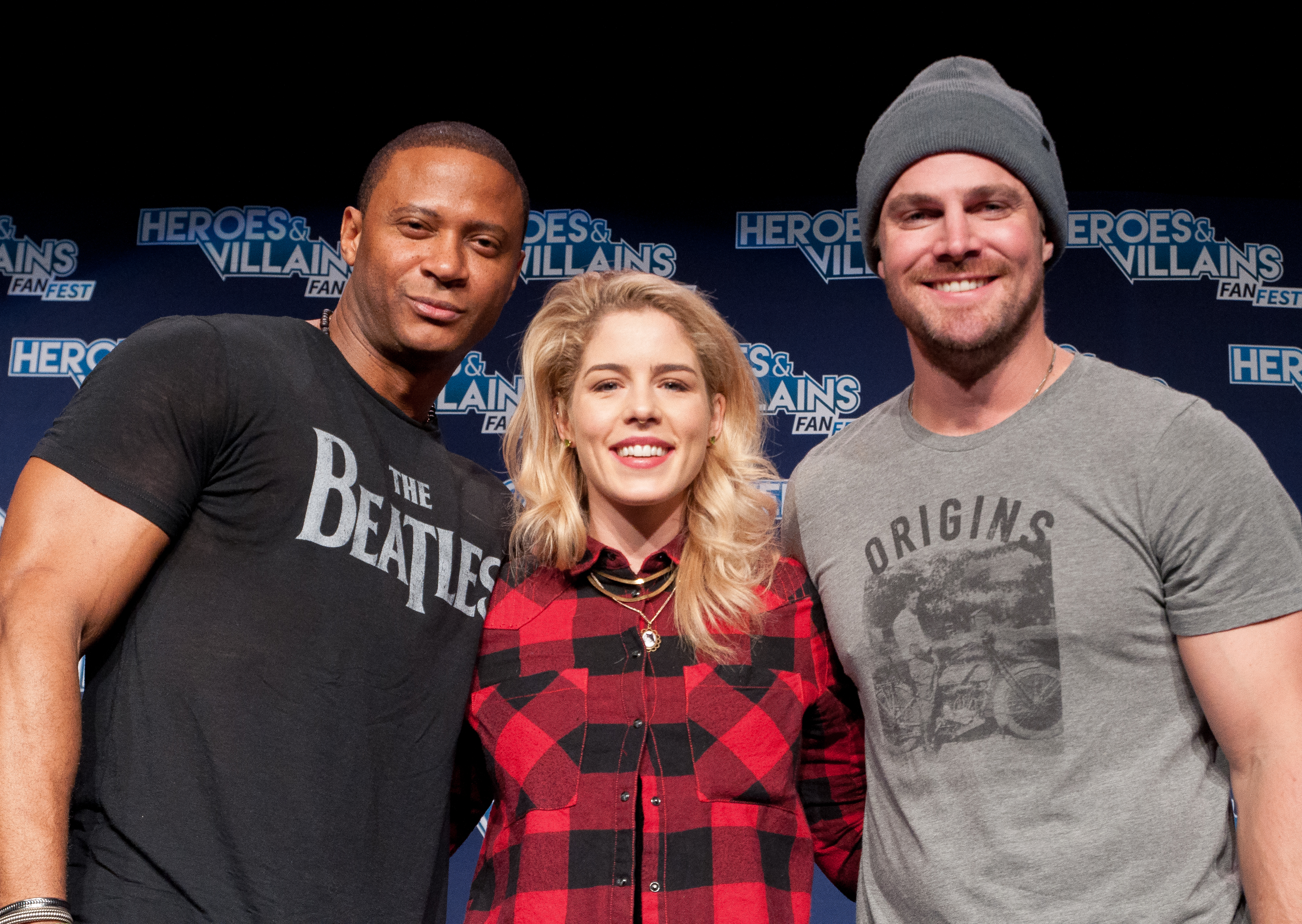
David Ramsey, Stephen Amell et Emily Bett Rickards en 2017.

Le 4 mars 2019, la production annonce que la huitième saison d'Arrow composée de 10 épisodes, sera la dernière de la série. L'acteur avait déjà soumis au producteur Greg Berlanti l'idée d'arrêter la série dès la fin de la saison 6, en mai 2018 afin de se consacrer a sa famille. La série prendra fin début 2020 avec un total de 170 épisodes,.

## Carrière dans le catch

### World Wrestling Entertainment (2015)
Le 10 août 2015, il fait une apparition à WWE Raw et on annonce qu'il combattra en équipe avec Neville contre Stardust et King Barrett à SummerSlam car une storyline entre Stardust et lui a été mise en place. Lors de SummerSlam, Neville et lui battent Stardust et King Barrett. Le 21 décembre lors de la cérémonie des Slammy Award, il reçoit un prix pour le moment célébrité de l'année, où il a sauté sur Stardust au Summerslam. Le 2 avril 2017 à WrestleMania 33, il est présent dans le public.

### Ring of Honor (2017)
Le 17 novembre lors d'un show de la Ring of Honor à San Antonio, il s'allie au Bullet Club (Cody, Kenny Omega et The Young Bucks) et il participe également au Main Event dans un 8-Men's Tag Team Match aux côtés des Young Bucks et Kenny Omega et ensemble battent The Addiction, Flip Gordon et Scorpio Sky.

### All In (2018)

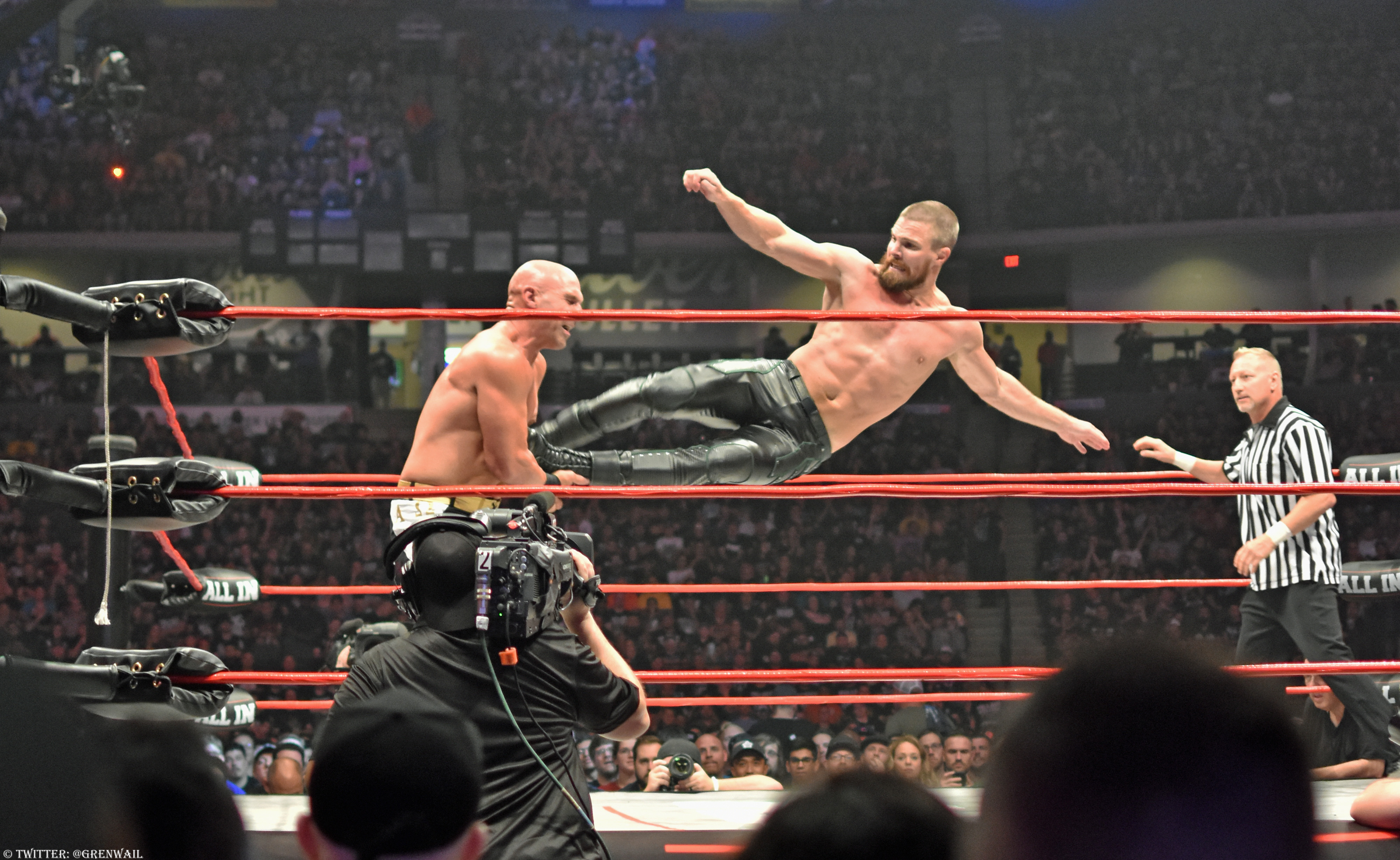
Le catcheur effectuant un Dropkick sur Christopher Daniels.

Le 6 août 2018, il est annoncé qu'Amell disputera son premier match en solo lors du show All In contre Christopher Daniels le 1er septembre. Lors du show, il perd son match contre Christopher Daniels.

## Vie personnelle

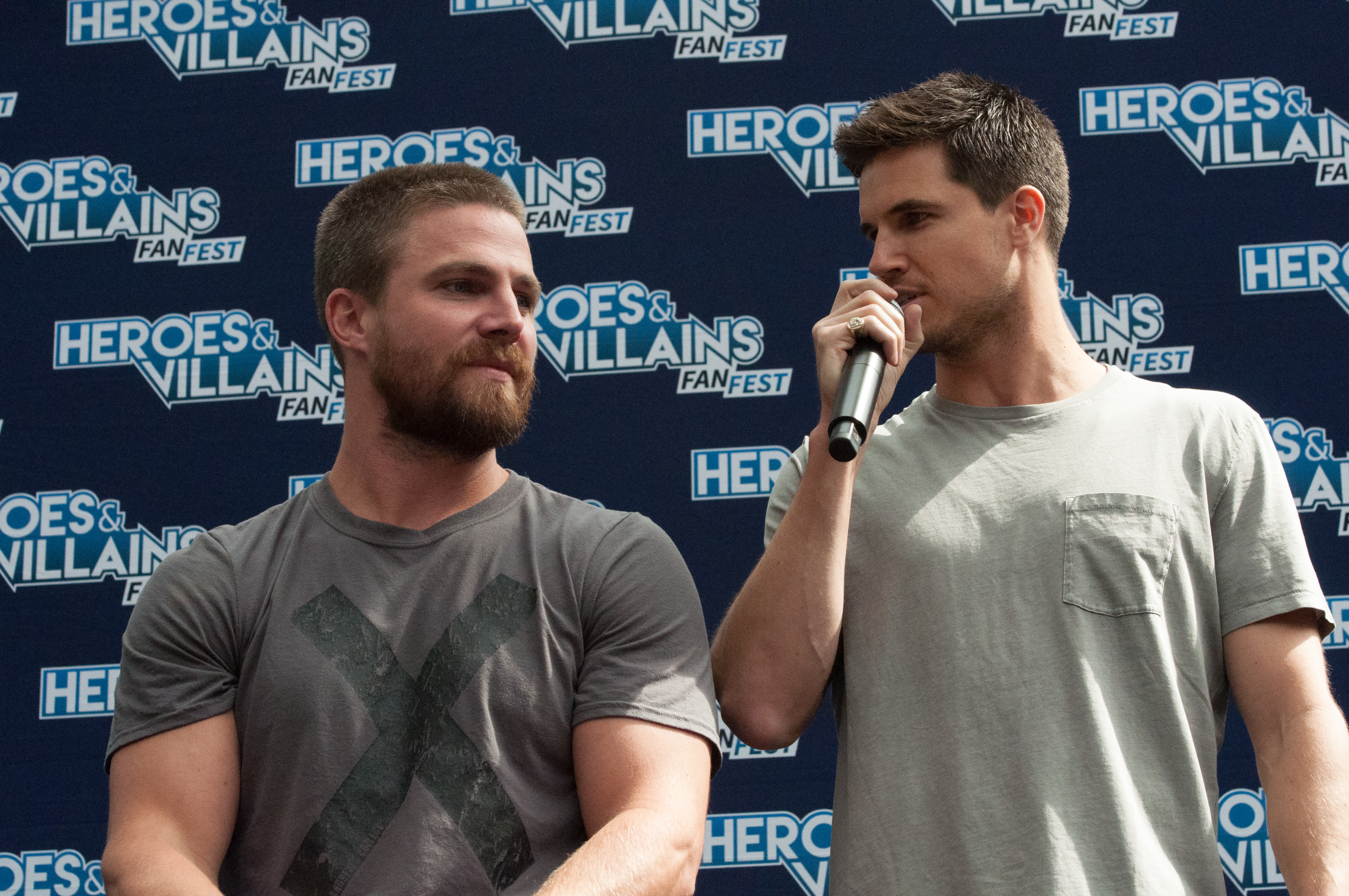
Stephen et Robbie Amell en 2017.

Le 25 décembre 2012, il épouse la comédienne et mannequin américaine, Cassandra Jean (en), après plus de trois ans de vie commune. Le 15 octobre 2013, Cassandra donne naissance à leur premier enfant, une fille prénommée Maverick "Mavi" Alexandra Jean Amell. Leur second enfant, un fils prénommé Bowen Auguste Amell, naît le 13 mai 2022.

## Filmographie

### Films
- 2007 : La Voix des morts : La Lumière (White Noise: The light) de Patrick Lussier : un voyou (non crédité)
- 2007 : The Tracey Fragments de Bruce McDonald : le détective
- 2007 : War and Destiny / L'Amour à jamais (Closing the Ring) de Richard Attenborough : Teddy Gordon
- 2009 : Planète hurlante 2 (Screamers: The Hunting) de Sheldon Wilson : Guy
- 2011 : Stay with Me de Chad McCord : Travis (court-métrage)
- 2016 : Code 8 de Jeff Chan : G109 (court-métrage) - également producteur exécutif
- 2016 : Ninja Turtles 2 / Les Tortues Ninja : La Sortie de l'ombre (Teenage Mutant Ninja Turtles: Out of the Shadows) de Dave Green : Casey Jones
- 2019 : Code 8 de Jeff Chan : Garrett - également producteur exécutif[17]
- 2024 : Code 8 : Partie II (Code 8: Part II) de Jeff Chan : Garrett Kelton (également producteur)

### Télévision

#### Téléfilms
- 2006 : The House Next Door (en) de Jeff Woolnough (en) : Buddy Harrelson
- 2010 : Duo de glace, duo de feu (The Cutting Edge: Fire & Ice) de Stephen Herek : Philip Seaver
- 2011 : Natalee Holloway: Justice pour ma fille (Justice for Natalee Holloway) de Stephen T. Kay : Joran Van Der Sloot
- 2013 : Le cœur a ses raisons : Le Journal d'une institutrice (When Calls the Heart) de Michael Landon Jr. : Wynn

#### Séries télévisées
- 2004 : Queer as Folk : l'instructeur de spinning (2 épisodes - saison 4, épisodes 12 et 13)
- 2004 : Degrassi : La Nouvelle Génération (Degrassi: The Next Generation) : le portier (saison 4, épisode 2)
- 2005 : Missing : Disparus sans laisser de trace (Missing) : Ian Harrington (saison 2, épisode 17)
- 2005 : Tilt (en) : le garçon d'hôtel (saison 1, épisode 5)
- 2005 : Beautiful People : Jason (5 épisodes[18] - saison 1, épisodes 2, 3, 4, 7 et 8)
- 2005 : Dante's Cove : Adam (saison 1, épisodes 1 et 2)
- 2006-2008 : Rent-A-Goalie : Billy (18 épisodes[19])
- 2007 : ReGenesis : Craig Riddlemeyer (3 épisodes[20])
- 2007 - 2012 : Heartland : Nick Harwell (6 épisodes[21])
- 2007 - 2009 : Da Kink in My Hair (en) : Matthew (4 épisodes[22])
- 2009 : Flashpoint : Peter Henderson (saison 2, épisode 13)
- 2010 : Blue Mountain State : Travis (2 épisodes[23] - saison 1, épisodes 4 et 13)
- 2010 : Les Experts : Miami (CSI: Miami) : Peter Truitt (saison 9, épisode 5)
- 2010 : NCIS : Los Angeles : sergent Andrew Weaver (saison 2, épisode 8)
- 2011 : Vampire Diaries : Brady (2 épisodes[24] - saison 2, épisodes 13 et 14)
- 2011 : Les Experts (CSI: Crime Scene Investigation) : A.J. Gust (saison 12, épisode 1)
- 2011 : 90210 Beverly Hills : Nouvelle Génération (90210) : Jim (2 épisodes - saison 4, épisodes 4 et 5)
- 2011 : Hung : Jason (10 épisodes[25])
- 2011-2012 : New Girl : Kyle (2 épisodes[26])
- 2012 : Private Practice : Scott Becker (7 épisodes[27])
- 2012 - 2020 : Arrow : Oliver Queen / Green Arrow (rôle principal)
- 2014 - 2023 : Flash : Oliver Queen / Green Arrow (9 épisodes)
- 2015 - 2016 : Vixen : Oliver Queen / Green Arrow (web-série, animation, voix originale - 7 épisodes[28])
- 2016 - 2020 : DC's Legends of Tomorrow : Oliver Queen / Green Arrow (6 épisodes[29])
- 2017 - 2019 : Supergirl : Oliver Queen / Green Arrow (3 épisodes)
- 2019 : Batwoman : Oliver Queen / Green Arrow (1 épisode)
- 2021 - 2023 : Heels : Jack Spade (rôle principal)
- 2025 - en cours :  Suits LA

#### Courts-métrages
- 2015 : Superhero Fight Club : Oliver Queen / Green Arrow
- 2016 : Superhero Fight Club 2.0 : Oliver Queen / Green Arrow
- 2018 : Suit Up : Oliver Queen / Green Arrow

### Jeux vidéo
- 2013 : Injustice : Les dieux sont parmi nous : Green Arrow
- 2014 : Lego Batman 3 : Au-delà de Gotham : Green Arrow

## Distinctions
Sauf indication contraire, les informations mentionnées dans cette section peuvent être confirmées par la base de données cinématographiques IMDb,  présente dans la section « Liens externes ».
| Année | Prix                                     | Catégorie                                                        | Nomination                                                | Résultat   |
| ----- | ---------------------------------------- | ---------------------------------------------------------------- | --------------------------------------------------------- | ---------- |
| 2013  | 15e cérémonie des Teen Choice Awards     | Meilleure révélation                                             | Arrow                                                     | Nomination |
| 2013  | 15e cérémonie des Teen Choice Awards     | Meilleur acteur dans une série de science-fiction ou fantastique | Arrow                                                     | Nomination |
| 2014  | Leo Awards                               | Meilleure performance masculine dans une série dramatique        | Arrow, pour l'épisode : Traverser les épreuves (Crucible) | Nomination |
| 2014  | TV Guide Awards                          | Meilleur duo avec Emily Bett Rickards                            | Arrow                                                     | Nomination |
| 2014  | Young Hollywood Awards                   | Meilleur super-héros                                             | Arrow                                                     | Nomination |
| 2014  | 40e cérémonie des People's Choice Awards | Meilleur acteur dans une série de science-fiction ou fantastique | Arrow                                                     | Nomination |
| 2015  | 17e cérémonie des Teen Choice Awards     | Meilleur acteur dans une série de science-fiction ou fantastique | Arrow                                                     | Nomination |
| 2015  | 17e cérémonie des Teen Choice Awards     | Meilleur baiser avec Emily Bett Rickards                         | Arrow                                                     | Nomination |
| 2016  | 18e cérémonie des Teen Choice Awards     | Meilleur acteur de l'été                                         | Ninja Turtles 2                                           | Nomination |
| 2016  | 18e cérémonie des Teen Choice Awards     | Meilleur baiser avec Emily Bett Rickards                         | Arrow                                                     | Nomination |
| 2016  | CinemaCon                                | Star masculine de demain                                         | Stephen Amell                                             | Lauréat    |
| 2017  | 19e cérémonie des Teen Choice Awards     | Meilleur acteur dans une série d'action                          | Arrow                                                     | Nomination |
| 2017  | 43e cérémonie des People's Choice Awards | Célébrité des réseaux sociaux préféré                            | Stephen Amell                                             | Nomination |
| 2017  | MTV Movie & TV Awards 2017               | Meilleur héros                                                   | Arrow                                                     | Nomination |
| 2018  | 20e cérémonie des Teen Choice Awards     | Meilleur acteur dans une série d'action                          | Arrow                                                     | Nomination |
| 2018  | 20e cérémonie des Teen Choice Awards     | Meilleure alchimie avec Emily Bett Rickards                      | Arrow                                                     | Nomination |

## Voix françaises
En version française, Sylvain Agaësse est la voix la plus régulière de Stephen Amell. En parallèle, Damien Ferrette et Cyril Aubin ont aussi doublé l'acteur à deux occasions.
| - Sylvain Agaësse dans : - Arrow (série télévisée) - Le cœur a ses raisons : Le Journal d'une institutrice (téléfilm) - Flash (série télévisée) - Legends of Tomorrow (série télévisée) - Supergirl (série télévisée) - Code 8 - Batwoman (série télévisée) - Code 8 : Partie II - Damien Ferrette dans : - Private Practice (série télévisée) - Ninja Turtles 2 | - Cyril Aubin dans (les séries télévisées) : - Heartland - 90210 Beverly Hills : Nouvelle Génération Et aussi - Grégory Sengelin dans NCIS : Los Angeles (série télévisée) - Sébastien Desjours dans Hung (série télévisée) - Axel Kiener dans Duo de glace, duo de feu (téléfilm) - Cyrille Monge dans Injustice : Les dieux sont parmi nous (voix, jeu vidéo) - Lionel Tua dans Vixen (voix) - Nicolas Matthys dans Heels (série télévisée) |